# Darius Draudvila
Darius Draudvila (né le 29 mars 1983 à Vandžiogala) est un athlète lituanien, spécialiste des épreuves combinées. Il vit aux États-Unis.
Son meilleur résultat au décathlon est de 7 886 points, obtenus à Columbia en 2006. Après avoir été en tête lors de la 1re journée, il est finaliste des Championnats d'Europe d'athlétisme 2010 à Barcelone en 8 032 points, record personnel.
Il détient également le record de Lituanie de l'heptathlon.

## Résultats
| Année | Compétition                  | Lieu                 | Place | Épreuve          | Score     |
| ----- | ---------------------------- | -------------------- | ----- | ---------------- | --------- |
| 2005  | Championnats du monde junior | Kingston, Jamaïque   | 6e    | Décathlon        | 7 245 pts |
| 2006  | Championnats d'Europe        | Göteborg, Suède      | DNF   | Décathlon        |           |
| 2010  | Championnats de Lituanie     | Kaunas, Lituanie     | 1er   | Saut à la perche | 4,20 m    |
| 2010  | Championnats d'Europe        | Barcelone, Espagne   | 6e    | Décathlon        | 8 032 pts |
| 2012  | Jeux Olympiques              | Londres, Royaume-Uni | 25e   | Décathlon        | 7 557 pts |